# Hugues IV du Puiset
Hugues IV du Puiset (né vers 1145, † en novembre 1189) est comte de Bar-sur-Seine en Champagne et vicomte de Chartres. Il est le fils de Erard IV du Puiset et de Héloïse de Roucy.

## Biographie
D'après les chroniqueurs anglais Benoît de Peterborough († 1193) et Guillaume de Neubrige, Hugues serait né en Angleterre et serait le neveu d'un évêque de Durham du même nom que lui, qui de trésorier de l'église de York devint évêque grâce à Étienne de Blois, roi d’Angleterre.
En 1168, il se marie avec Pétronille de Bar-sur-Seine, et devient comte de Bar-sur-Seine après que l'oncle de sa femme, Manassès de Bar-sur-Seine lui abandonne cette fonction avant d'embrasser l'état monastique, mais en laissant le comté de Bar-sur-Seine feudataire de l'évêché de Langres.
En 1174, avec plusieurs chevaliers français, il porte secours au roi d'Écosse Guillaume le Lion. Il débarque au port d'Airevel le 14 juin, puis le 19 juin il prend et pille la ville de Norwich avant de s'installer au château d'Allerton dans le Yorkshire, que lui a livré l'évêque de Durham. Mais le roi d'Angleterre Henri II réussi à faire prisonnier Guillaume le Lion le 13 juillet et Hugues est peut-être fait prisonnier en même temps. Le 31 juillet, Hugues est forcé de retourner en France avec sa troupe.
Avant et après son voyage en terres anglaises, il a différents litiges avec l'abbaye de Mores.
Vers 1179, il est possible que le roi de France Louis VII le Jeune ait fait de lui son chancelier et cette année-là, il accompagne le roi Louis VII en Angleterre.
De retour en France, il demande au pape Alexandre III l'absolution de ses péchés. En réponse, le pontife lui enjoint de faire la guerre contre les maures en Espagne, ce que Hugues accepte, mais il manque de trésorerie pour accomplir cette tâche.
Hugues demande alors au roi d'Angleterre Henri II de l'aider dans sa démarche. Le monarque anglais lui donne son accord mais à condition d'aller faire la guerre à Jérusalem plutôt qu'en Espagne.
Mais le 30 août 1181, le pape Alexandre III meurt, et l'idée de Croisade disparait avec lui.
En 1189, le roi anglais Henri II meurt à son tour, et Hugues part en Angleterre, probablement pour assister au sacre du nouveau roi Richard Cœur de Lion, mais il n'en revient pas et meurt dans un lieu appelé Ardech. Son oncle, évêque de Durham, prend soin de ses obsèques et le fait enterrer dans le cimetière d'un village, appelé la Galilée.

## Mariage et enfants
En 1168, il épouse Pétronille de Bar-sur-Seine, fille de Milon III, comte de Bar-sur-Seine, et de Agnès de Baudement, dont ils eurent quatre enfants connus :
- Milon IV du Puiset, qui succède à son père.
- Helvis du Puiset, qui a une fille de son premier mari (de nom inconnu), Laure du Puiset (qui épouse Pons, seigneur de Cuiseaux) ; et épouse en secondes noces Gui de Sennecey.
- Marguerite du Puiset, qui épouse Simon de Rochefort (d'où la suite des comtes de Bar-sur-Seine en partie et des sires du Puiset), puis en secondes noces Eudes d'Apremont-sur-Saône.
- Agnès du Puiset, qui épouse Jacques de Durnay, seigneur de Durnes, d'où la suite des comtes de Bar-sur-Seine en partie.

## Sources
- Marie Henry d'Arbois de Jubainville, Histoire des Ducs et Comtes de Champagne, 1865.
- Lucien Coutant, Histoire de la ville et de l'ancien comté de Bar-sur-Seine, 1854.